# Alexei Sancov
Alexei Sancov (né le 15 octobre 1999 à Chișinău) est un nageur moldave.

## Carrière
Il a remporté trois titres lors du Festival olympique de la jeunesse européenne 2015 (sur 100, 200 et 400 mètres nage libre) et une médaille d'argent sur 1 500 mètres nage libre.
Il est médaillé d'argent sur 200 mètres nage libre aux Championnats d'Europe juniors de natation 2016.
Il remporte l'or sur 200 mètres nage libre et l'argent sur 100 mètres nage libre aux Championnats d'Europe juniors de natation 2017.
Le 2 juillet 2017, il bat le record du monde junior du 200 m nage libre à 18 ans en établissant un temps de 1 min 47 s 00. Il détient l’ensemble des records seniors de Moldavie, du 100 au 1 500 m nage libre ainsi que celui du 100 m papillon. 